# ديبورا كاس
ديبورا كاس (بالإنجليزية: Deborah Kass)‏ هي رسامة أمريكية، ولدت في 1952.